# Залкинд, Григорий Исаакович
Григорий Исаакович Залкинд (2 декабря 1922 — 14 июля 1980) — советский театральный режиссёр.

## Биография
Родился 2 декабря 1922 года.
С 1945 года по 1951 год Залкинд учился в ГИТИСе на курсе Бориса Евгеньевича Захавы на первом послевоенном курсе. Во время учёбы Залкинд встретил свою будущую жену Елену Смелую, которая училась во МХАТе на актёрском факультете. После распределения режиссёр попал на работу в столицу Узбекистана — Ташкент.
В 1950 годах Залкинд недолго работал главным режиссёром в городском театре Дзержинска Нижегородской области, где и заметил молодого актёра Алексея Никифоровича Зайцева, которому отдал главную роль в спектакле «В поисках радости» по пьесе Виктора Розова. Спектакль имел большой зрительский успех и часто обсуждался.
В конце 1950-х годов Г. И. Залкинд вернулся из Дзержинска в Москву, а артист Зайцев поехал за ним, так как без его помощи было трудно поступить в Щукинское училище на актёрский факультет. Алексей Зайцев стал бессменным главным героем всех его спектаклей.
Поворотным моментом стала покупка из-под полы на Тишинском рынке перепечатанной пьесы «Стулья» Эжена Ионеско, после чего началась андеграундная история режиссёра Залкинда.
В этот период Залкинд поставил такие спектакли, как «Сторож» и «Кухонный лифт» Гарольда Пинтера, «Стулья» Эжена Ионеско (по выражению Алёны Солнцевой, «авторов хоть и издаваемых в России, но в то время для профессиональных театров непроходимых»), «Ричард III» Шекспира и «С новым годом!» Михаила Ворфоломеева, где играли Алексей Зайцев, Тамара Дегтярева, Юрий Авшаров и другие.
Спектакли абсурда пользовались заслуженной, но опасной для создателей славой. Залкинда и актёра Зайцева не раз приглашали в КГБ, где проводили с ними беседы. Режиссёра в конце концов уволили с телевидения.
В перестройку коллега Зайцев получил возможность играть спектакли Залкинда легально, хотя ставил их в собственной редакции. Он ввёл в спектакль «Стулья» актрису Жанну Герасимову, спектакль жил еще более 15 лет после смерти режиссёра.
Другой постоянный участник андеграундного театра Юрий Погребничко в 1989 году поставил спектакль «Сторож» в театре «Около дома Станиславского», указывая на афише одним из режиссёров Залкинда.
Ушёл из жизни 14 июля 1980 года в возрасте 57 лет.

## Театральные работы

### Спектакли
- 1974 — Э. Ионеско. Стулья
- 1973 — А. П. Чехов. Вишневый сад
- 1972 — Г. Пинтер. Сторож
- 1972 — Денис Иванович Фонвизин (фильм-спектакль)
- 1972 — В. Медведев. Баранкин, будь человеком! (фильм-спектакль)
- 1971 — Д.Фонвизин. Недоросоль (фильм-спектакль).
- 1970 — Волшебная калоша (фильм-спектакль)
- 1969 — Б. Брехт. Винтовки Тересы Каррар (фильм-спектакль)
- 1968 — Чернобурая лиса (фильм-спектакль)
- 1967 — Женька-наоборот (фильм-спектакль)

## Личная жизнь
- Жена — актриса, режиссёр Елена Павловна Смелая.